# Диво канарче
Дивото канарче (Serinus serinus) е птица от семейство Чинкови (Fringillidae). Среща се и в България.

## Физически характеристики
Достига до около 11 cm, приблизително колкото син синигер. Тежи от 11 до 13 грама и е със зеленикаво-кафеникави пера.

## Хранене
Основната храна са: ленено семе, коноп, слънчоглед, ябълки, моркови, а през лятото и есента – глухарче.

## Размножаване
Повечето женски снасят от четири до шест яйца. Когато последното яйце от люпилото е третото или четвъртото, то има по-тъмен или син цвят. Това яйце понякога го наричат синьото яйце и означава, че женската е приключила с това люпило. Ако не се появи синьо яйце, женската може да снесе зеленикаво пето яйце. Ако петото яйце няма зеленикав оттенък, е вероятно тя да снесе и шесто яйце. Когато женската е снесла последното яйце, отстранете изкуственото яйце и внимателно поставете яйцата в гнездото. С отстраняването на яйцата и връщането на всички заедно обратно ще се коригира несправедливото предимство на първото яйце, което нормално би се излюпило няколко дни преди снасянето на последното яйце. Мъжкият може да бъде оставен при женската, ако помага и не я безпокои.

## Допълнителни сведения
Ако се отглеждат добре канарчетата могат да живеят до 10 – 15 години. Те обичат зеленчуци и много вода. Не трябват да се оставят без вода, защото много бързо умират. Те обичат да се къпят през деня-преди обед когато е слънчево времето. Не трябва да са мокри вечерта защото през нощта могат да се разболеят. Не обичат да се държат в ръка. Канарчетата си сменят перушината през лятото около 2,3 седмици.